# 李寶信
李宝信（6世纪—？），赵郡柏仁县（今河北省邢台市隆尧县）人，出自赵郡李氏东祖，征南将军、给事黄门侍郎李骞与其妻范阳卢氏的长女，北齐安德王高延宗的王妃。
高延宗原娶李骞侄子李祖牧第四女，可能李氏早逝，又续娶李宝信。北齐被北周灭掉之後，周武帝宇文邕诬陷齐后主高纬及高延宗等遥应穆提婆谋反，都被赐死。高延宗攘袂，泣而不言。他们都被椒塞口而死。第二年，李宝信将高延宗收葬。